# Onimusha
Onimusha (japanisch 鬼武者 „Dämonkrieger“) ist eine Videospielreihe von Capcom. Die Einzelspielerreihe ist dem Action-Adventure bzw. Survival-Horror-Genre zuzuordnen und spielt im feudalen Japan, wodurch es zahlreiche Bezüge zur Geschichte Japans gibt.
Der erste Teil, Onimusha: Warlords, erschien im Jahr 2001 für PlayStation 2 (PS2) und brachte es bis 2006 auf drei direkte Nachfolger. Die Teile eins und drei wurden zudem auf Microsoft-Systeme portiert.
Weiterhin existieren mit Onimusha Blade Warriors für PS2 ein Fighting-Game-Ableger und mit Onimusha Tactics für Game Boy Advance ein Strategie-Ableger.

## Handlung
Die Grundhandlung aller Spiele der Onimusha-Reihe besteht darin, dass ein großer japanischer Feldherr (Oda Nobunaga in den ersten drei Teilen, Toyotomi Hideyoshi in Teil vier) nach seinem Tod von untoten Wesen, den sogenannten Genma, wiedererweckt wird und nun mit einer Armee von Untoten versucht, Japan zu erobern. Der Spieler schlüpft in die Rolle eines japanischen Schwertkämpfers und stellt sich diesen entgegen.
In den einzelnen Teilen der Kernserie wird diese Grundhandlung jeweils variiert sowie ausgebaut und erklärt.

## Spielkonzepte und Technik
Ähnlich wie bei der Resident-Evil-Reihe aus demselben Haus besteht auch Onimusha aus einer Mischung aus Kämpfen mit den Untoten und dem Lösen einfacher Rätsel. Allerdings werden die Kämpfe im Gegensatz zu Resident Evil nicht mit Schusswaffen, sondern vorwiegend mit Schwertern ausgetragen. Im Verlauf des Spieles kann der Spieler weitere Waffen erwerben und im Kampf einsetzen, darunter dann auch zeitgenössische Schusswaffen.
Ein charakteristisches Konzept sind die Seelen besiegter Gegner, die durch den Seelen-Panzerhandschuh aufgesammelt werden können. Mithilfe der gesammelten Seelen können Waffen aufgewertet und neue Angriffe erworben werden.
Alle vier Teile werden aus einer Third-Person-Perspektive gespielt, bei Onimusha: Warlords und Samurai’s Destiny geschieht dies noch mit vorberechneten Hintergründen und einer festen Kameraeinstellung, Demon Siege und Dawn of Dreams werden hingegen in Echtzeit berechnet; Dawn of Dreams verfügt zudem über eine frei justierbare Kamera.

## Onimusha: Warlords
Im ersten Teil der Reihe übernimmt der Spieler die Kontrolle über den Samurai Akechi Samanosuke. Er soll die entführte Prinzessin Yuki befreien und Oda Nobunaga, der sich mit dem Dämonenherren Fortinbras verbündet hat, besiegen. Samanosuke wird vom weiblichen Ninja Kaede unterstützt, die im Verlauf des Spiels auch steuerbar ist.
Für die Rolle des Samanosuke konnte der taiwanisch-japanische Schauspieler Kaneshiro Takeshi gewonnen werden. Seine Bewegungen wurden mittels Motion-Capture-Verfahren ins Spiel übertragen und auch das Aussehen Samanosukes ist dem von Kaneshiro nachempfunden.
Die 2002 erschienene Xbox-Umsetzung Genma Onimusha unterscheidet sich von der PS2-Version im gehobeneren Schwierigkeitsgrad, einer neuen Art von Seelenenergie sowie neuen Kostümen.
Wertungen:
- Famitsu: 35/40
- IGN: 8,9/10[1]
- Maniac: 84/100[2]

Genma Onimusha
- IGN: 8,3/10[3]
- Maniac: 82/100[4]

Für den 15. Januar 2019 wurde eine Remaster-Version dieses Teiles für die PlayStation 4, Xbox One, Nintendo Switch und PC angekündigt.

## Onimusha 2: Samurai’s Destiny
Spielfigur im zweiten Teil ist der Samurai Yagyu Jubei, Gegenspieler wiederum Oda Nobunaga. Jubei zur Seite stehen der Speerkämpfer Ankokuji Ekei, Ninja Fuma Kotaro, Samurai Magoichi Saiga und das Mädchen Oichi, die im Spiel als Schwester von Oda Nobunaga dargestellt wird. In bestimmten Situationen des Spiels übernimmt der Spieler die Kontrolle über einen der Helfer.
Samurai’s Destiny wartet zudem mit neuen Spielmechaniken auf: Der Spieler kann nun Gold einsammeln und damit neue Waffen und Gegenstände kaufen; diese können auch an die verbündeten Charaktere weitergegeben werden.
Eine weitere Neuerung ist das sogenannte Issen (in der deutschen Version Kritisch genannt), eine verbesserte Kampfmechanik, die den Schwertkämpfen mehr Tiefe verleihen und das wilde Drücken der Feuerknöpfe einschränken soll.
Wertungen:
- Famitsu: 36/40[6]
- IGN: 8,9/10[7]
- Maniac: 87/100[8]

## Onimusha Tactics
Der Game-Boy-Advance-Ableger der Reihe ist ein, aus isometrischer Perspektive gespieltes, rundenbasiertes Strategiespiel. Hintergrundgeschichte ist einmal mehr der Versuch von Oda Nobunaga, mit einer Armee von Dämonen Japan zu erobern. Der Spieler übernimmt die Kontrolle des Kriegers Onimaru, der mit einem Team von zehn Charakteren mit unterschiedlichen Eigenschaften in 20 Missionen gegen die Untoten antritt.
Die Charaktere erwerben im Laufe der Gefechte Erfahrungspunkte, die zur Aufwertung der Eigenschaften verwendet werden können. Zudem verfügen sie über Spezialangriffe.
Wertungen:
- Famitsu: 29/40
- IGN: 6,5/10[9]
- Maniac: 84/100[10]

## Onimusha Blade Warriors
2004 erschien mit Onimusha Blade Warriors ein Fighting-Game-Ableger der Serie. Die Charaktere aus den ersten beiden Teilen treten in 2D-Arealen in Schwertkämpfen gegeneinander an. Für Prügelspiele charakteristische Konzepte wie Blocks oder Combos werden hierbei mit Konzepten aus der Onimusha-Serie, z. B. den Seelen, verbunden.
Unter den spielbaren Kämpfern sind unter anderem Akechi Samanosuke, Jubei Yagyu, Keade, Oda Nobunaga, die vier Nebencharaktere aus Samurai’s Destiny, und zahlreiche der untoten Gegner aus den ersten beiden Teilen. Als Extra-Charaktere können MegaMan.EXE und Zero (aus Capcoms Mega-Man-Serie) sowie die beiden historischen Schwertkämpfer Miyamoto Musashi und Sasaki Kojiro freigespielt werden.
Die PAL-Version des Spiels enthielt zudem einen Trailer des kommenden Demon Siege.
Wertungen:
- Famitsu: 29/40
- IGN: 7/10[11]
- Maniac: 80/100[12]

## Onimusha 3: Demon Siege
Im dritten Teil der Reihe spielt die Handlung neben der Azuchi-Momoyama-Zeit auch im Paris des Jahres 2004. Als Protagonist kehrt Akechi Samanosuke (Kaneshiro Takeshi) aus dem ersten Teil zurück, weiterhin kontrolliert der Spieler den Polizisten Jacques Blanc (Jean Reno). Hauptgegenspieler ist einmal mehr Oda Nobunaga, der versucht, mit seiner Armee von Genma in die Gegenwart einzudringen. Durch ein Zeitportal wird Jacques ins feudale Japan versetzt, Samanosuke ins moderne Paris. Im Verlauf des Spiels treffen sie dann aufeinander und verbünden sich. Ein weiterer spielbarer Charakter ist Jacques’ Verlobte Michelle Aubert.
Durch die Zeitreisethematik ergeben sich einige Rätsel, bei denen Jacques in der Vergangenheit eine Veränderung vornimmt, die sich auf Samanosuke in der Gegenwart auswirkt.
Demon Siege ist der erste Teil der Reihe, der nicht mehr auf vorberechnete Hintergründe zurückgreift, sondern die Grafik in Echtzeit berechnet.
Wertungen:
- Famitsu: 36/40
- IGN: 9/10[13]
- Maniac: 88/100[14]

## Onimusha: Dawn of Dreams
Im vierten Teil wird Oda Nobunaga als Hauptgegenspieler durch Toyotomi Hideyoshi ersetzt; die Rolle des Helden übernimmt Soki, der sich im Laufe des Spieles als Yuki Hideyasu, der Sohn von Tokugawa Ieyasu entpuppt. Neben Soki gibt es vier weitere kontrollierbare Charaktere: Yagyu Akane, die Enkelin des Protagonisten aus Samurai’s Destiny, der japanisch-spanische Roberto Frois, Scharfschützin Ohatsu und den Mönch Tenkai, der im Abspann als Akechi Samanosuke enthüllt wird.
Ähnlich wie in Resident Evil Zero wird der spielbare Charakter von einem weiteren begleitet. Zwischen den beiden Charakteren kann auch gewechselt werden, was bei den Rätseln im Spiel oftmals notwendig ist.
Wie in Demon Siege wird auch im vierten Teil die Grafik in Echtzeit berechnet; erstmals in der Onimusha-Reihe kommt eine frei justierbare Kamera zum Einsatz.
Wertungen:
- Famitsu: 34/40
- IGN: 8,8/10[15]
- Maniac: 83/100[16]

## Historische Bezüge
Oda Nobunaga und Toyotomi Hideyoshi, die Hauptgegner in den Spielen, waren in Wirklichkeit zwei der drei Reichseiniger Japans.
Yuki Hideyasu war tatsächlich der Sohn von Tokugawa Ieyasu, dem Dritten der Reichseiniger.
Akechi Samanosuke wird als Neffe von Akechi Mitsuhide dargestellt, dem Mann, der Oda Nobunaga besiegte und in den rituellen Selbstmord trieb.
Ishida Mitsunari war ein Samurai und Heerführer, der nach der verlorenen Schlacht von Sekigahara geköpft wurde.
In Dawn of Dreams kann der Spieler Tagebuchausschnitte von Takuan Sōhō finden.
Viele der Genma sind nach Figuren aus Shakespeare-Werken benannt, z. B. Fortinbras.
Robert Frois ist eine Reminiszenz an den portugiesischen Missionar Luís Fróis, der im Spiel ebenfalls als Dämon auftaucht.

## Andere Medien

### Soundtrack
Zur Onimusha-Reihe sind mehrere Soundtrack-CDs erschienen, die teilweise von namhaften Komponisten wie Tomoyasu Hotei, Masamichi Amano oder Tarō Iwashiro komponiert wurden.

### Verfilmung
Eine geplante Verfilmung mit Regisseur Christophe Gans und den Schauspielern Heath Ledger und Kaneshiro Takeshi liegt seit Ledgers Tod vorläufig auf Eis.

### Serien
Onimusha bekam im Jahr 2023 eine eigene Serie auf Netflix, produziert durch Shinya Sugai. Über 8 Folgen wird die Geschichte von Musashi Miyamoto erzählt und wie er zur „Onimusha“ wurde.